# Francesco Maria Appendini
Francesco Maria Appendini (Poirino, 6 de novembro de 1768 – Zadar, 30 de janeiro de 1837) foi um filólogo e historiador italiano, que estudou línguas eslavas na República de Ragusa. A invasão francesa o impediu de retornar para a Itália e ele adotou a República de Ragusa como seu próprio país. Investigou então sua história e antiguidades.

## Juventude
Appendini nasceu em Poirino, perto de Turim, em 1768. Poirino, na ocasião, fazia parte do Reino do Piemonte-Sardenha. Recebeu sua educação inicial em seu país natal e depois seguiu para Roma, onde ingressou na ordem do Scolopj ou Scholarum. A ordem (Irmandade Cristã) dedicava-se à educação de estudantes que trabalhavam como professores nos colégios e escolas da Itália e países vizinhos.
Tendo completado os seus estudos teológicos, Appendini mudou-se para Ragusa (Dubrovnik), onde foi nomeado professor de retórica no colégio do Scolopj.

## Obras literárias
Após vários anos consultando documentos, crônicas antigas e as tradições da região, Appendini publicou em 1803, o seu "Notizie Istorico-Critiche Sulla Antichita, Storia, e Letteratura de' Ragusei" (publicado em dois volumes), que é dedicado ao senado. É considerado por alguns o seu melhor trabalho sobre a República de Ragusa, que foi durante séculos um posto avançado da civilização e que manteve a sua independência contra os vizinhos eslavos, otomanos e a República de Veneza. Sua bandeira era respeitada em todo o mar Mediterrâneo, e a República preservou as tradições regionais e cultivou as artes da Europa. Situava-se em uma estreita faixa de terra no sul da Dalmácia, atual Croácia. Seu desaparecimento da lista de estados independentes quase não foi notado no meio dos acontecimentos revolucionários que varreram a maioria das repúblicas antigas da Europa.
Em seu primeiro trabalho, Appendini investigou também a história e antiguidades de Epidauros (em grego: Επίδαυρος; romaniz.: Epídauros; em latim: Epidaurus), uma antiga colônia grega fundada aproximadamente no século VI a.C., renomeada de Epidauro (Epidaurum) durante o domínio romano em 228 a.C., quando fez parte da província de Ilíria, mais tarde Dalmácia, que deu origem a Ragusa, e foi destruída pelos eslavos no século VII. Iniciou a discussão sobre os antigos habitantes da província romana da Dalmácia, a sua língua e religião, as migrações de trácios e gregos para o costa do mar Adriático, e as guerras dos ilírios contra o Império Romano. Descreveu o local de Epidauro e a extensão de seu território, e apresentou várias inscrições romanas encontradas entre suas ruínas, perto de Cavtat. O sepulcro de P. Cornélio Dolabela, que foi cônsul no governo de Augusto e governador de Ilírico, e as ruínas de um aqueduto que estavam todos na mesma vizinhança. Appendini passou então a contar sobre as origens da atual Ragusa/Dubrovnik, fundada por refugiados de Epidauro e de Salona.
A parte marítima da Dalmácia continuou a ser chamada de Dalmácia romana, e permaneceu vassala do Império Bizantino. Ragusa (moderna Dubrovnik), porém, tornou-se uma república aristocrática. Manuel I Comneno em 1170, deu à cidade o direito dos cidadãos de Constantinopla. O latim, embora modificado (língua dálmata), continuou a ser falado ali até o século XIII, quando foi gradualmente substituído pelo eslavo. O senado porém decretou que o latim deveria continuar a ser a língua da administração, e para manter o ensino da língua, criaram e instituíram uma cadeira de latim. É descrito em capítulos separados, sua forma de governo, sua religião (anexa à comunhão latina), suas leis, costumes, suas relações com a República de Veneza e com os principados eslavos da Croácia e da Bósnia, sua política para com os otomanos e seu comércio.
A marinha mercante da República de Ragusa se ocupava do comércio entre o Levante e os portos da Europa. Comerciavam também com a Espanha e a Inglaterra. Escritores da Idade Média deram o nome de argosies para os grandes navios que transportavam ricas cargas provenientes de Ragusa. No século XVI, a república tinha trezentos navios na marinha espanhola. Estes navios se perderam nas expedições de Túnis, Argel e outras, sob o comando de Carlos V e Filipe II. Estas perdas e o sismo de 1667, que destruiu a maior parte de Dubrovnik, foram as causas da decadência de seu comércio marítimo, que entretanto se recuperou, até certo ponto, durante o século XVIII.

## Segundo volume da obra de Appendini
O segundo volume da obra de Appendini trata da literatura da República de Ragusa. O autor dá atenção aos escritores locais que escreviam em italiano (ou latim), e àqueles que escreviam no vernáculo eslavo-croata.
Entre os historiadores estão:
- Melécio, que escreveu no século XII, em latim, sobre a história de Epidauro e Ragusa.
- Ludovico Cerva ou Cervano, cognominado Tuberone, que escreveu sobre a história dos turcos, "De Turcarum Origine, Moribus et Rebus gestis Commentarius", Florença 1590.
- Matias Flaco Ilírico,[13] que viajou para a Alemanha, e se tornou luterano. Foi um dos principais compiladores da "Centuriae Magdeburgensis"'[14]
- Luccari, que escreveu em italiano os Anais de Ragusa até o final do século XVI.
- Mauro Orbini,[15] autor de uma história dos principados eslavos criados na Dalmácia romana e em outras partes da Europa durante a Idade Média.
- Eusebio Caboga, que escreveu em latim os "Anais da República de Ragusa'' e sobre as vidas de seus bispos.
- Giunio Resti, que escreveu a história da República em italiano.
- Benedetto Orsinich, autor de uma história genealógica da dinastia Comnena.
- Anselmo Banduri, autor da " Imperium Orientale".[16]
- Sebastiano Dolci, um franciscano, que escreveu "De Illyricae Linguae Vetustate et Amplitudine," Veneza 1754 e "I Fasti Letterarii- Ragusei," Veneza 1767[17] e também um comentário sobre a vida e obra de São Jerônimo, impresso em Ancona em 1750.

Entre outros habitantes ilustres de Dubrovnik estão: o médico Baglivi; o matemático Ruđer Bošković; vários membros da família de Stay (Stojic), Raimondo Cunich, autor de muitos poemas em latim e por muito tempo professor no colégio gregoriano em Roma; Bernardo Zamagna, que traduziu para o latim a Odisseia, Hesíodo, Teócrito, e Mosco; o cardeal Giovanni Stoiko, que foi enviado como legado para o Concílio da Basileia; Simone Benessa, jurista, autor do livro sobre a prática dos tribunais de Ragusa e Benedetto Cotrugli, que ocupou vários cargos importantes do Estado, bem como no Reino de Nápoles. Escreveu uma obra sobre a profissão de comércio e os deveres de um comerciante, Della mercatura e del mercante perfetto (Livro sobre a Arte do Comércio), publicado em Veneza em 1573.
Por último, o segundo volume dá uma lista de poetas que escreveram nas línguas eslavas. Ivan Gundulic (Giovanni di Francesco Gondola) estava entre eles. Mencionou também vários poetas eslavos de outras regiões da Dalmácia e da Bósnia e Montenegro, suas Popevke (baladas). O livro de Appendini contém uma das mais completas visões da República, como era antes de sua ocupação militar pelos franceses em 1806.

## Governo francês da República de Ragusa
Depois que os franceses tomaram posse militarmente da República em 1806 e anexaram o país para as Províncias Ilírias, que foi governada por Auguste de Marmont, um dos generais de Napoleão Bonaparte. Appendini convenceu o novo governo a manter a ordem do Scolopj, e confiar-lhe a instrução da juventude nos distritos da ex-República e de Kotor (Cattaro). Foi nomeado reitor do novo colégio de Dubrovnik, e pediu a Roma por mais assistentes.
Seu próprio irmão, Urbano Appendini, foi indicado para ser professor de matemática. Em 1808 Appendini publicou uma gramática da língua croata. Em 1810, escreveu " De Praestantia et Venustate Linguae Illyricae" e outra sobre a analogia entre as línguas dos povos antigos da Ásia Menor e as línguas dos trácios e ilírios. As duas obras são prefixadas ao "Dicionário da Língua Ilíria" do padre Gioacchino Stulli de Ragusa. Realizou também um trabalho intitulado "Il Varrone Illirico", sobre a etimologia da língua ilíria, procurando mostrar a derivação dos nomes antigos dos principais rios, montanhas e outras localidades da Europa de radicais ilírio, mas não viveu para completar o trabalho. Escreveu também biografias de nobres de Kotor (Cattaro).
Quando o governo austríaco recuperou a posse da Dalmácia, em 1815, e com ela a cidade e o território da República, que havia sido incorporado com aquela província por Napoleão, Appendini foi contratado para criar uma instituição central em Zadar (Zara), com o objetivo de formar professores para as diferentes instituições educacionais da Província dálmata. Ele e seu irmão Urbano aceitaram a tarefa, mas experimentaram inúmeros obstáculos para implantar seus planos. Foram para Viena, a fim de garantir o apoio do imperador austríaco Francisco I e de seus ministros, e finalmente conseguiram. A escola para a formação de professores em Zadar foi mantida.
Appendini por fim voltou para sua casa em Dubrovnik. Seu irmão permaneceu à frente da escola em Zadar, onde morreu em 1834, o que forçou Appendini a retornar para Zadar a fim de ocupar o lugar de seu irmão. Morreu de apoplexia em janeiro de 1837. Foi sepultado com grande respeito, contando seu funeral com a presença dos magistrados e a nobreza de Zadar. Uma biografia dele foi publicada em Dubrovnik por um de seus ex-alunos, o advogado Antonio Casnacich.
Obras complementares
- Memoria Sulla Vita e gli Scritti di Gio. Ragusa em 1837. Nele ele faz uma avaliação do poema épico de Ivan Gundulic,[23] Osman, cujo tema é a guerra entre o sultão Othman II e os poloneses em 1622, na qual os turcos foram derrotados, e o sultão foi deposto e estrangulado pelos janízaros, sendo esta a primeira vez que um sultão turco foi condenado à morte por seus súditos.

A obra de Appendini sobre a história e a literatura da República de Ragusa, que fornece passagens do texto em eslavo do poema com versões em italiano e latim do mesmo:
- Tradução em croata do código civil austríaco.
- Várias orações fúnebres e outras obras menores.
- De Vita et Scriptis Bernards Zamagna. Zara, 1830.
- La Vita el Esame Delle Opere del Petrarca.
- Esame Critico Sulla Quistione Intorno alla Patria di S. Girolamo. Zara, 1835.